# 龙家民居
龙家民居，位于贵州省黔南布依族苗族自治州独山县城关镇，是独山县文物保护单位，2016年被毁灭。

## 简介
龙家民居建于民国元年，是长方形封闭式院落，占地面积大约600平方米，主要建筑面阔八间，进深两间，为两层砖木结构，建筑面积将近300平方米，是独山县清末民初民居建筑的典型。2002年，独山县人民政府核定公布龙家民居为独山县文物保护单位。2013年7月，独山县人民政府引进贵州银象乾坤置业发展有限公司，开发建设房地产项目“中央城”，建设地块紧邻龙家民居。2016年8月19日，建设单位及施工单位不顾独山县文物执法部门的责令停工要求，强行拆除了龙家民居，导致龙家民居文物本体整体灭失。
2016年8月30日，国家文物局致函贵州省人民政府，要求按照《中华人民共和国刑法》、《中华人民共和国文物保护法》、党规政纪等规定，依法严肃处理。2016年8月30日，国家文物局将该案作为“文物法人违法案件专项整治行动（2016-2018）”第一批督办案件进行情况通报。贵州省人民政府、贵州省文物局依法查处该案件，相关责任人被处以党纪政纪及刑事处罚。其中，犯罪嫌疑人罗某、嫌疑单位贵州银象乾坤置业发展有限公司涉嫌故意损毁名胜古迹罪，经独山县公安局侦查终结，移送独山县人民检察院审查起诉。独山县人民政府两位相关副县长受到行政警告或通报批评，其他政府官员受到不同程度处分。此外，责成独山县人民政府对龙家民居实施原址复建，复建所需经费由贵州银象乾坤置业发展有限公司承担。